# سپو راتی
سپو راتی (فنلاندی: Seppo Räty؛ زادهٔ ۲۷ آوریل ۱۹۶۲) پرتاب‌گر نیزه اهل فنلاند بود.